# NGC 5978
NGC 5978 (другие обозначения — MCG -2-40-2, NPM1G -13.0488, PGC 55838) — спиральная галактика (Sa) в созвездии Весы.
Этот объект входит в число перечисленных в оригинальной редакции «Нового общего каталога».